# 如意嶽
如意嶽（如意ヶ嶽，にょいがたけ）是位於日本京都東山的一座山峰。標高472米。山頂是京都市左京區粟田口如意嶽町。也有如意峰（如意ヶ峰，にょいがみね）、如意山（にょいやま）等其他稱呼。如意嶽也是京都市左京區和滋賀縣大津市的交界點。自鹿谷經池之谷地藏和園城寺的山道被稱為「如意越」（にょいごえ），是連接京都和近江近道。山中在過去有大規模的山岳寺院如意寺（にょいじ）。支峰（西峰）標高465.4米，也稱大文字山（だいもんじやま），是每年在8月16日舉行的京都傳統行事之一五山送火中的大文字。在大文字山的山上科眺望京都市內，也是頗具人氣的郊遊景點。

## 外部連結
- 五山送り火連合会（页面存档备份，存于）
- 京都市観光Navi 京都五山送り火
- 京都市観光協会 五山送り火（页面存档备份，存于）
- 京都新聞 五山送り火
- KBS京都 五山送り火ダイジェスト（页面存档备份，存于） (動画、2008年撮影)
- 池ノ谷薬草園へようこそ（页面存档备份，存于）